# Heinrich Heine
Heinrich Heine (Düsseldorf, 13. prosinca 1797. – Pariz, 17. veljače 1856.), njemački književnik židovskog porijekla.
Najveći je liričar njemačkoga romantizma, poznat po svojoj britkoj ironiji. Pisao je pjesme, pripovijesti i eseje. Bio je pjesnik široke popularnosti s mnoštvom učenika i imitatora posvuda u Europi. Njegova najpoznatija ostvarenja su: poetska zbirka "Knjiga pjesama", "Florentinske noći", "Njemačka: zimska bajka".
Neke od njegovih pjesama su uglazbljene; između ostalih uradio je to Robert Schumann. Ljubavna poezija je prividno romantična, ali s ironičnim prizvukom. Političke pjesme kao npr. "Njemačka: zimska bajka" (njem. Deutschland: ein Wintermärchen), smatraju se teško nadmašivim zbog kombinacije zemaljskog humora i briljantne poezije.

## Vanjske poveznice
- Izabrane pjesme  - Heinrich Heine
- Heinrich Heine - izreke, citati, misli  Arhivirana inačica izvorne stranice od 19. listopada 2013. (Wayback Machine)